# Organigrama de las Naciones Unidas
El siguiente organigrama se proporciona como una descripción general y una guía temática de las Naciones Unidas:
Las Naciones Unidas, organización internacional cuyos objetivos declarados son facilitar la cooperación en el derecho internacional, la seguridad internacional, el desarrollo económico, el progreso social, los derechos humanos y el logro de la paz mundial. La ONU se fundó en 1945 después de la Segunda Guerra Mundial para reemplazar a la Sociedad de las Naciones, para detener las guerras entre países y para proporcionar una plataforma para el diálogo. Contiene múltiples organizaciones subsidiarias para llevar a cabo sus misiones.

## La Carta de las Naciones Unidas
La Carta de las Naciones Unidas: tratado fundacional de las Naciones Unidas que establece que las obligaciones con las Naciones Unidas prevalecen sobre todas las demás obligaciones del tratado y es vinculante para todos los miembros de las Naciones Unidas.
- Tipo de documento: tratado.
- Fecha de la firma: 26 de junio de 1945.
- Lugar de la firma: San Francisco, California, Estados Unidos.
- Entrada en vigor: 24 de octubre de 1945.
- Firmantes: Ratificado por China, Francia, la Unión Soviética, el Reino Unido, Estados Unidos y por la mayoría de estados signatarios.
- Artículos: 193.
- Secciones: 20 (preámbulo y 19 capítulos):
  - Preámbulo de la Carta de las Naciones Unidas.
  - Capítulo I: Propósitos y principios.
  - Capítulo II: Miembros.
  - Capítulo III: Órganos
  - Capítulo IV: La Asamblea General.
  - Capítulo V: El Consejo de Seguridad
  - Capítulo VI: Solución pacífica de controversias.
  - Capítulo VII: Acción con respecto a las amenazas a la paz, las rupturas de la paz y los actos de agresión.
  - Capítulo VIII: Acuerdos Regionales.
  - Capítulo IX: Cooperación internacional económica y social.
  - Capítulo X: El Consejo Económico y Social.
  - Capítulo XI: Declaración sobre los territorios no autónomos.
  - Capítulo XII: Sistema Internacional de Administración Fiduciaria.
  - Capítulo XIII: El Consejo de Administración Fiduciaria.
  - Capítulo XIV: La Corte Internacional de Justicia.
  - Capítulo XV: La Secretaría.
  - Capítulo XVI: Disposiciones varias.
  - Capítulo XVII: Arreglos transitorios de seguridad.
  - Capítulo XVIII: Enmiendas.
  - Capítulo XIX: Ratificación y firma.

## Sistema de las Naciones Unidas

### Asamblea General
Asamblea General:

#### Comités
- Comité de Inversiones
- Comité de Pensiones del Personal de las Naciones Unidas
- Comité de Concesión del Premio de Población de las Naciones Unidas
- Comisión de Cuotas
- Comité del Programa y de la Coordinación
- Comité de Conferencias
- Comité de Información
- Comité de Relaciones con el País Anfitrión
- Comité para el ejercicio de los derechos inalienables del pueblo palestino
- Comisión sobre la Utilización del Espacio Ultraterrestre con Fines Pacíficos (COPUOS)
- Comité Científico de las Naciones Unidas para el Estudio de los Efectos de las Radiaciones Atómicas (UNSCEAR)

##### Comités Especiales
- Comité Especial sobre la Administración de Justicia en las Naciones Unidas
- Comité Especial sobre responsabilidad penal de los funcionarios y expertos de las Naciones Unidas en misión
- Comité Especial establecido por la Asamblea General en su resolución 51/210
- Comisión Especial de la Asamblea General para el anuncio de contribuciones voluntarias al Programa del Alto Comisionado de las Naciones Unidas para los Refugiados
- Comisión Especial de la Asamblea General para el anuncio de contribuciones voluntarias al Organismo de Obras Públicas y Socorro de las Naciones Unidas para los Refugiados de Palestina en el Cercano Oriente
- Comité Especial encargado de preparar una convención internacional amplia e integral para proteger y promover los derechos y la dignidad de las personas con discapacidad
- Comité Especial encargado de Negociar una Convención contra la Corrupción
- Comité Especial del Océano Índico
- Comité Especial sobre el alcance de la protección jurídica en virtud de la Convención sobre la Seguridad del Personal de las Naciones Unidas y el Personal Asociado

##### Comités Asesores
- Comisión Consultiva en Asuntos Administrativos y de Presupuesto
- Comité Consultivo del Programa de asistencia de las Naciones Unidas para la enseñanza, el estudio, la difusión y una comprensión más amplia del derecho internacional
- Comité Asesor de Auditoría Independiente de las Naciones Unidas

##### Comités Ejecutivos
- Comité Ejecutivo del Programa del Alto Comisionado de las Naciones Unidas para los Refugiados

##### Comités de Alto Nivel
- Comité de Alto Nivel encargado de examinar la cooperación técnica entre los países en desarrollo

##### Comités Especiales
- Comité Especial de Operaciones de Mantenimiento de la Paz
- Comité Especial de la Carta de las Naciones Unidas y del fortalecimiento del papel de la Organización
- Comité Especial encargado de examinar la situación con respecto a la aplicación de la Declaración sobre la concesión de la independencia a los países y pueblos coloniales
- Comité Especial encargado de investigar las prácticas israelíes que afecten a los derechos humanos del pueblo palestino y otros habitantes árabes de los territorios ocupados

#### Comisiones
- Comisión de Desarme
- Comisión de Administración Pública Internacional
- Comisión de Derecho Internacional
- Comisión de las Naciones Unidas para el Derecho Mercantil Internacional (CNUDMI)
- Comisión de Conciliación de las Naciones Unidas para Palestina
- Comisión de Consolidación de la Paz de las Naciones Unidas

##### Comisiones Asesoras
- Comisión Asesora del Organismo de Obras Públicas y Socorro de las Naciones Unidas para los Refugiados de Palestina en el Cercano Oriente

#### Juntas
- Junta de Auditores
- Junta de Comercio y Desarrollo
- Comité Mixto de Pensiones del Personal de las Naciones Unidas
- Junta Consultiva en Asuntos de Desarme

##### Juntas Ejecutivas
- Junta Ejecutiva del Fondo de las Naciones Unidas para la Infancia
- Junta Ejecutiva del Programa de las Naciones Unidas para el Desarrollo y del Fondo de Población de las Naciones Unidas
- Junta Ejecutiva del Programa Mundial de Alimentos

#### Reuniones
- Asamblea de las Naciones Unidas para el Medio Ambiente

#### Consejos
- Consejo de Derechos Humanos
- Consejo de Administración del Programa de las Naciones Unidas para los Asentamientos Humanos (ONU-Hábitat)
- Consejo de la Universidad de las Naciones Unidas

#### Grupos
- Grupo de Auditores Externos de las Naciones Unidas, los organismos especializados y el Organismo Internacional de Energía Atómica

#### Grupos de trabajo
- Grupo de Trabajo encargado de estudiar la financiación del Organismo de Obras Públicas y Socorro de las Naciones Unidas para los Refugiados de Palestina en el Cercano Oriente (UNRWA)

##### Grupos de Trabajo Especial
- Grupo de Trabajo Plenario Especial sobre el Proceso Ordinario de presentación de informes y evaluación del estado del medio marino a escala mundial, incluidos los aspectos socioeconómicos
- Grupo de Trabajo Especial sobre la Revitalización de la Asamblea General

##### Grupos de Trabajo especial de composición abierta
- [[Grupo de Trabajo especial de composición abierta de la Asamblea General sobre la aplicación y seguimiento integrados y coordinados de las decisiones adoptadas en las grandes conferencias y cumbres de las Naciones Unidas en las esferas económica y social]]
- Grupo de Trabajo Especial Oficioso de Composición Abierta encargado de estudiar las cuestiones relativas a la diversidad biológica marina en las zonas situadas fuera de los límites de la jurisdicción nacional
- [[Grupo de Trabajo Especial de Composición Abierta de la Asamblea General para hacer un seguimiento de las cuestiones que figuran en el Documento final de la Conferencia de las Naciones Unidas sobre la crisis financiera y económica mundial y sus efectos en el desarrollo]]
- Grupo de Trabajo Especial Oficioso de Composición Abierta encargado de estudiar las cuestiones relativas a la conservación y el uso sostenible de la diversidad biológica marina fuera de las zonas de jurisdicción nacional

##### Grupo de Trabajo de composición abierta
- Grupo de Trabajo de composición abierta encargado de aumentar la protección de los derechos humanos de las personas de edad
- Grupo de Trabajo de composición abierta para promover un tratado sobre el comercio de armas: establecimiento de normas internacionales comunes para la importación, exportación y transferencia de armas convencionales
- Grupo de Trabajo de composición abierta encargado del examen de los objetivos y del programa, incluido el posible establecimiento del comité preparatorio del cuarto período extraordinario de sesiones de la Asamblea General dedicado al desarme
- Grupo de trabajo ad hoc de composición abierta sobre las causas de los conflictos y la promoción de una paz duradera y del desarrollo sostenible en África
- Grupo de Trabajo de composición abierta sobre la cuestión de la representación equitativa en el Consejo de Seguridad y el aumento del número de sus miembros, y otras asuntos relativos al Consejo de Seguridad

#### Otros órganos
- Tribunal de Apelaciones de las Naciones Unidas
- Tribunal Contencioso-Administrativo de las Naciones Unidas
- Dependencia Común de Inspección
- Proceso abierto de consultas oficiosas de las Naciones Unidas sobre los océanos y el derecho del mar

- Comisiones  Principales:
  - Comisión de Desarme y de Seguridad Internacional (Primera Comisión)
  - Comisión de Asuntos Económicos y Financieros (Segunda Comisión)
  - Comisión de Asuntos Sociales, Humanitarios y Culturales (Tercera Comisión)
  - Comisión Política Especial y de Descolonización (Cuarta Comisión)
  - Comisión de Asuntos Administrativos y de Presupuesto (Quinta Comisión)
  - Comisión Jurídica (Sexta Comisión)

- Comisión de Desarme.
- Comisión de Derecho Internacional
- Consejo  de  Derechos  Humanos
- Comités permanentes y órganos especiales.
- Dependencia  Común  de Inspección  (DCI).

#### Fondos y programas
- Programa de las Naciones Unidas para los Asentamientos Humanos (ONU-Hábitat).
- Programa Mundial de Alimentos  (PMA)
- Programa de las Naciones Unidas para el Desarrollo (PNUD).
- Fondo de las Naciones Unidas para el Desarrollo de la Capitalización (FNUDC).
- Voluntarios de las Naciones Unidas (VNU).
- Programa de las Naciones Unidas para el Medio Ambiente (PNUMA).
- Fondo de Población de las Naciones Unidas (UNFPA).
- Fondo de las Naciones Unidas para la Infancia (UNICEF).

#### Institutos de investigación y capacitación
- Instituto de las Naciones Unidas de Investigación sobre el Desarme (UNIDIR).
- Instituto de las Naciones Unidas para Formación Profesional e Investigaciones (UNITAR)
- Escuela Superior del Personal de las Naciones Unidas (UNSSC)
- Universidad de las Naciones Unidas (UNU)

#### Otros órganos
- Alto  Comisionado  de  las Naciones Unidas para los Refugiados (ACNUR)
- Centro  de  Comercio  Internacional (UN/OMC, CCI)
- Entidad de las Naciones Unidas para la Igualdad de Género y el Empoderamiento de las Mujeres (ONU-Mujeres).
- Organismo de Obras Públicas y Socorro de las Naciones Unidas para los Refugiados de Palestina en el Cercano Oriente (OOPS).
- Conferencia de las Naciones Unidas sobre Comercio y Desarrollo (UNCTAD).
- Oficina de las Naciones Unidas de Servicios  para  Proyectos (UNOPS).

#### Órganos conexos
- Organización del Tratado de Prohibición  Completa  de  los  Ensayos  Nucleares (OTPCE).
- Corte  Penal  Internacional (CPI).
- Autoridad  Internacional  de  los  Fondos  Marinos (ISA).
- Tribunal  Internacional  del  Derecho  del  Mar (TIDM).
- Organismo  Internacional  de  Energía Atómica (OIEA).
- Organización Internacional para las Migraciones (OIM).
- Organización Mundial del Comercio (OMC).
- Organización para la Prohibición de las Armas  Químicas (OPAQ).

#### Otros órganos
- Comisión  de Consolidación de la Paz.
- Foro político de alto nivel sobre el desarrollo   sostenible (FPAN).

### Consejo de Seguridad
Consejo de Seguridad:
- Órganos subsidiarios:
  - Comité contra el Terrorismo.
  - Comité de Estado Mayor.
  - Comités de  sanciones.
  - Comités  permanentes  y  órganos  especiales.
  - Mecanismo Residual Internacional de los Tribunales  Penales:
    - Tribunal Penal Internacional para la antigua Yugoslavia.
    - Tribunal Penal Internacional para Ruanda.

  - Misiones políticas y operaciones de   mantenimiento de la paz.

### Consejo Económico y Social
- Consejo Económico y Social:
  - Comisiones funcionales:
    - Comisión de Desarrollo Social.
    - Comisión de Estupefacientes:
      - Junta Internacional de Fiscalización de Estupefacientes (JIFE).

    - Comisión de Prevención del Delito y Justicia Penal.
    - Comisión de Ciencia y Tecnología para el Desarrollo.
    - Comisión de Desarrollo Sostenible.
    - Comisión de la Condición Jurídica y Social de la Mujer.
    - Comisión de Población y Desarrollo.
    - Comisión estadística.
    - Foro de las Naciones Unidas sobre los Bosques.

  - Comisiones regionales:
    - Comisión Económica para Europa (CEPE).
    - Comisión Económica para África (CEPA).
    - Comisión Económica para América Latina y el Caribe (CEPAL)
    - Comisión Económica y Social para Asia y el Pacífico (CESPAP)
    - Comisión Económica y Social para Asia Occidental (CESPAO)

- Datos: Q65161218